# 西川知雄

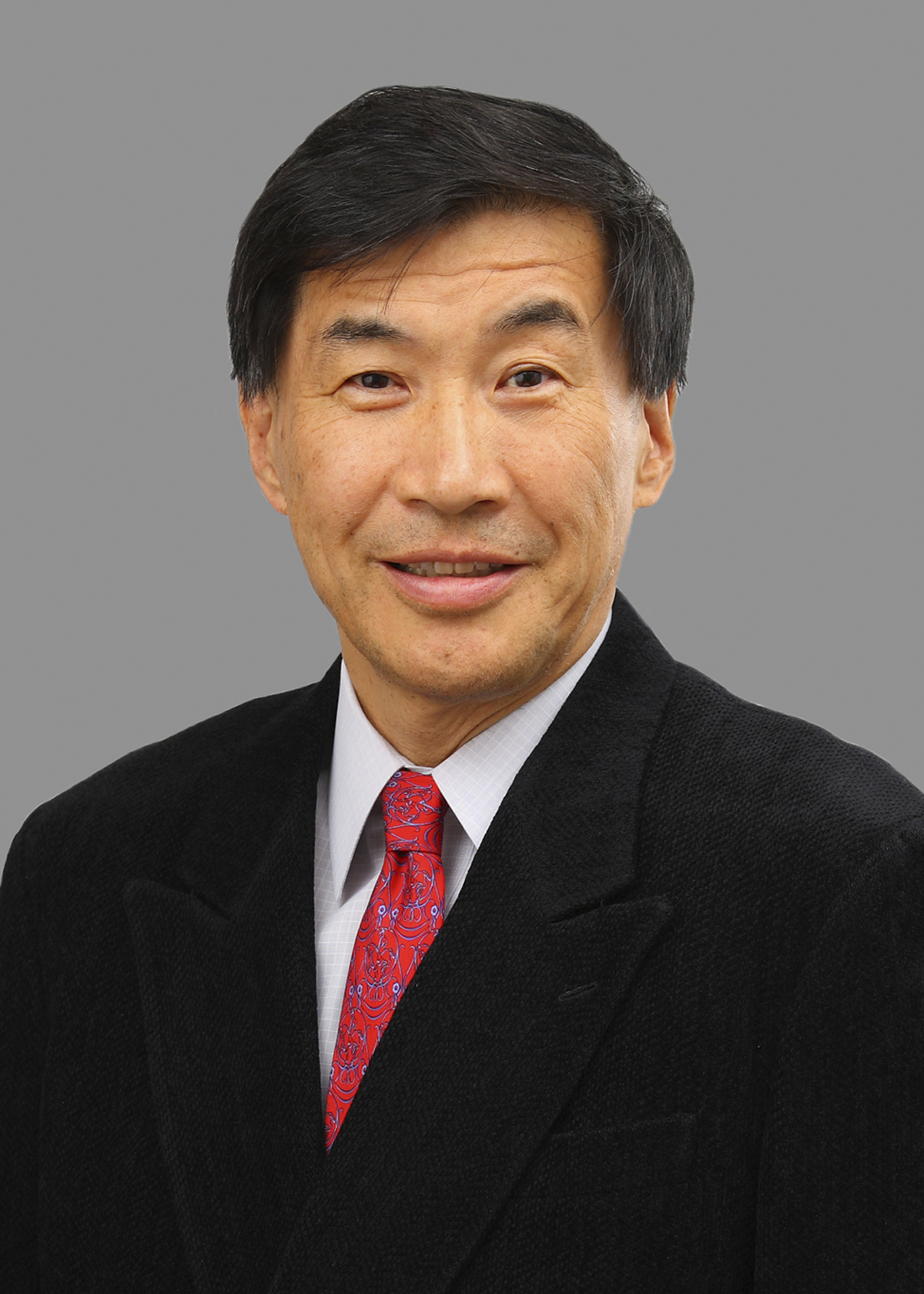
T. Nishikawa

西川 知雄（にしかわ ともお、1948年12月17日 - ）は、日本の政治家、弁護士。西川シドリー・オースティン法律事務所・外国法共同事業の元代表パートナー。衆議院議員を1期務めた。元東北大学客員教授・監事。文部科学省の大学ガバナンス改革推進方策に関する検討議会委員。妻は元参議院議員の松あきら。

## 来歴・人物
東京大学法学部卒業後、建設省勤務。1977年弁護士登録。アンダーソン・毛利法律事務所においてパートナーとなったが、移籍して1995年小松・狛・西川法律事務所パートナーとなる。
1996年10月、第41回衆議院議員総選挙で新進党公認で神奈川3区より立候補し、自由民主党現職の小此木八郎を破り、初当選。
1997年12月31日、新進党の分党に伴い、小沢辰男が党代表となった改革クラブの結党に参加、1998年には改革クラブの政調会長となる。
2000年6月、第42回衆議院議員総選挙で改革クラブ公認で神奈川3区より立候補したが、自民党公認の小此木に敗れ、落選。これ以降は本業である弁護士業に専念している。
2002年10月、あさひ法律事務所（現あさひ法律事務所及び西村あさひ法律事務所）との統合には参加せず、西川綜合法律事務所（西川シドリー・オースティン法律事務所・外国法共同事業）を設立した。シドリーオースティンLLPの日本初、エグゼクティブ・コミッティメンバー（２００７年１０月～２０１４年１２月）
2020年3月、INPEX独立社外取締役。2025年３月退任。エグゼクティブアドバイザーに就任。
2020年3月、パートナーを退任。西川シドリーオースティン法律事務所・外国法共同事業を退職。
2020年4月、SIDLEY AUSTIN Partner Emeritus (名誉パートナー）同年6月より城西国際大学特別栄誉教授。
2024年1月、滋賀県近江八幡市ふるさと名誉市民第一号。

## 略歴
- 1971年10月　司法試験合格
- 1972年3月　東京大学法学部卒業
- 1972年4月　建設省入省（大臣官房会計課、建設経済局建設業課、国土庁土地局地価調査調査係長として勤務。）
- 1975年　建設省退官
- 1975年4月-1977年4月　司法修習（29期）
- 1977年4月　弁護士登録（第二東京弁護士会）。アンダーソン・毛利・ラビノウィッツ法律事務所入所（後にパートナー弁護士となる）
- 1979年6月　ハーバード・ロー・スクール修了（LL.M.)
- 1995年9月　小松・狛・西川法律事務所 パートナー弁護士就任
- 1996年10月-2000年6月　衆議院議員 （神奈川県第三区　鶴見区、神奈川区）
- 2002年10月　西川綜合法律事務所（2007年より西川シドリーオースティン法律事務所・外国法共同事業）を設立し、 代表弁護士就任
- 2006年11月　東北大学監事 （２０１２年３月まで）
- 2007年10月　事務所名を西川シドリーオースティン法律事務所・外国法共同事業に改称。（*日本人初のSidley LLPのエグゼクティブコミッティのメンバー：2014年12月迄）
- 2020年3月　INPEX独立社外取締役　（2025年３月退任）
- 2020年3月　Sidley Austin LLP/西川シドリーオースティン法律事務所・外国法共同事業を退職
- 2020年4月　Sidley Austin LLP　Partner Emeritus （名誉パートナー）
- 2020年6月　城西国際大学　特別栄誉教授
- 2024年1月　滋賀県近江八幡市ふるさと名誉市民第一号
- 2025年3月　INPEXエグゼクティブアドバイザー

## 議員時の政策
- 金融国会にて、議員立法提案者となり、与党政策責任者会議の一員として活躍。
- 金融再生法の成立に貢献した『政策新人類』の一人。
- 携わった主な金融関連法案は、『金融機能再生のための緊急措置に関する法律案』、『金融再生委員設置法案』、『預金保険法の一部を改正する法律案』、『金融再生委員会設置法の施行に伴う関係法律の整備に関する法律案』、『信用保証協会法等の一部を改正する法律案』等がある。
- 主な所属委員会としては、『衆議院予算委員会』、『衆議院労働委員会理事』、『衆議院商工委員会』、『衆議院環境委員会』、『衆議院税制特別委員会』、『衆議院財政構造改革法特別委員会』、『衆議院金融安定化に関する特別委員会』、『裁判官訴追委員会』、『検察官適格審査会』。